# Пантелеймон (линейный корабль, 1824)
«Пантелеймон» — парусный 80-пушечный линейный корабль Черноморского флота Российской империи.

## История службы
Корабль «Пантелеймон» был заложен в Николаеве и после спуска на воду вошел в состав Черноморского Флота. В 1825 году перешёл из Николаева в Севастополь.
Принимал участие в русско-турецкой войне. 21 апреля 1828 года вышел из Севастополя в составе эскадры вице-адмирала А. С. Грейга. 2 мая прибыл к Анапе, где 6, 14, 15 и с 22 по 23 мая вел бомбардировку крепости. От ответного огня противника получил 15 пробоин, 9 повреждений рангоута, 22 повреждения такелажа. После капитуляции Анапы 3 июля в составе эскадры вышел в море и, не заходя в Севастополь, к 13 июля прибыл в Коварну.
Принимал участие в блокаде Варны. 22 июля в c флотом подошел к крепости. Дважды занимал позицию для обстрела Варны. 7 августа в составе эскадры, маневрируя под парусами, в течение трех часов интенсивно бомбардировал крепость на ходу. 13 сентября ушел в Одессу c больными и ранеными на борту. 25 сентября доставил в Варну из Одессы дипломатический корпус, а 2 октября ушел с назад ним в Одессу. 
17 января 1829 года в составе отряда контр-адмирала И. И. Стожевского выходил в крейсерство к проливу Босфор. 15 февраля во главе эскадры под флагом контр-адмирала М. Н. Кумани принимал участие в бомбардировке Сизополя и высадке десанта, взявшего крепость. 11 марта в составе отряда бомбардировал крепость Ахиолло, но из-за начавшегося шторма вынужден был уйти в Сизополь. С 6 мая по 11 июня «Пантелеймон» находился на ремонте в Севастополе. 
До октября 1829 года неоднократно выходил в крейсерство в составе эскадр и отрядов к проливуву Босфор. 7 октября после ухода флота остался в Сизополе. В 1830 году в составе эскадры контр-адмирала М. Н. Кумани принимал участие в перевозке войск из портов Румелии в Россию.

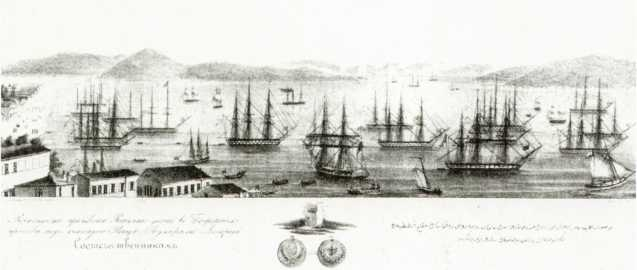
Эскадра Черноморского флота в Босфоре. Гравюра 1830-х годов

В 1833 году принимал участие в экспедиции Черноморского флота на Босфор. В мае 1833 года пришел в Буюк-дере, доставив провиант для эскадры, а 28 июня, приняв на борт войска, с эскадрой вышел из Босфора. Высадив войска в Феодосии, 22 июля вернулся в Севастополь. Во время экспедиции находился в неудовлетворительном состоянии. Начальник штаба черноморского флота М. П. Лазарев писал своему другу А. А. Шестакову, характеризуя состояние кораблей эскадры:

Небольшой ветерок, что я имел из Феодосии, доказал, что из 11 кораблей, которых Черноморский флот имел в Босфоре, годных только шесть, а остальные гнилы как в корпусе, так и в рангоуте. «Париж» совершенно гнил, и надобно удивляться, как он не развалился… «Пимен», кроме гнилостей в корпусе, имеет все мачты и бушприт гнилыми до такой степени, что чрез фок-мачту проткнули железный шомпол насквозь!! Как она держалась, удивительно… «Пантелеймон» также весь гнил, а фрегат «Штандарт» от открывшейся сильной течи… чуть не утонул. Итак, Черноморский флот ныне состоит из 6 только годных кораблей…
В составе эскадры находился в практическом плавании в Чёрном море в 1834 году.
В 1838 году «Пантелеймон» переоборудован в блокшив.

## Командиры корабля
Командирами линейного корабля «Пантелеймон» в разное время служили:
- Ф. И. Горбаненко (1824—1825 годы);
- С. А. Эсмонт (1828—1835 годы).